# Gubernia warszawska

Herb guberni w latach 1845–1866

Gubernia warszawska (ros. Варшавская губерния) – jedna z guberni Królestwa Polskiego istniejąca w latach 1844–1917. Powierzchnia 14 562 km², ludność 1 983 689 mieszkańców (spis z 1897).

## Historia
Gubernia warszawska została utworzona w 1844 w wyniku połączenia guberni mazowieckiej i guberni kaliskiej; jej stolicą została Warszawa. W 1867 tereny guberni warszawskiej podzielono na mniejsze: nową gubernię warszawską, ponownie utworzoną gubernię kaliską i nowo utworzoną gubernię piotrkowską. W wyniku reformy z 1893 granice guberni rozszerzono o 2 powiaty z sąsiednich guberni.
(W czasie powstania styczniowego Rząd Narodowy dnia 28 marca 1863 r. ogłosił Regulamin władz administracyjnych w byłym Królestwie Kongresowym. Według regulaminu zniesiono podział administracyjny na gubernie, a zamiast tego byłe Królestwo Kongresowe podzielono na osiem województw w granicach z 1816 r. Na terenach obejmujących gubernię warszawską przywrócono województwo mazowieckie oraz województwo kaliskie).

## Podział administracyjny
Gubernia warszawska dzieliła się pierwotnie na 13 powiatów (ros. уездов): błoński, gostyniński, górnokalwaryjski, grójecki, kutnowski, łowicki, nieszawski, nowomiński, radzymiński, skierniewicki, sochaczewski, warszawski i włocławski.
W 1879 zlikwidowano powiat góro-kalwaryjski włączając go do powiatu grójeckiego.
W 1893 r. do guberni włączono 2 nowe powiaty: płoński z guberni płockiej i pułtuski z guberni łomżyńskiej.
Podział administracyjny obowiązujący w latach 1893–1912
| Powiat              |  | Miasto powiatowe | Inne miejscowości                                                                      |
| ------------------- |  | ---------------- | -------------------------------------------------------------------------------------- |
| Gubernia warszawska |  |                  |                                                                                        |
| błoński             |  | Błonie           | Grodzisk • Mszczonów • Nadarzyn • Żyrardów                                             |
| gostyniński         |  | Gostynin         | Gombin • Kiernozia • Osmolin                                                           |
| grójecki            |  | Grójec           | Błędów • Czersk • Goszczyn • Góra Kalwarya • Mogielnica • Przybyszew • Tarczyn • Warka |
| kutnowski           |  | Kutno            | Dąbrowice • Krośniewice • Żychlin                                                      |
| łowicki             |  | Łowicz           | Bielawy • Bolimów • Sobota                                                             |
| nieszawski          |  | Nieszawa         | Osięciny • Piotrkowo • Raciążek • Radziejów • Służewo                                  |
| nowomiński          |  | Nowomińsk        | Cegłów • Kałuszyn • Karczew • Kołbiel • Latowicz • Siennica                            |
| płoński             |  | Płońsk           | Czerwińsk • Nowe Miasto • Sochocin • Zakroczym                                         |
| pułtuski            |  | Pułtusk          | Nasielsk • Serock • Wyszków                                                            |
| radzymiński         |  | Radzymin         | Dobre • Jadów • Kamieńczyk                                                             |
| skierniewicki       |  | Skierniewice     | Kowiesy • Słupia                                                                       |
| sochaczewski        |  | Sochaczew        | Głusk • Iłów                                                                           |
| warszawski          |  | Warszawa         | Nowogieorgiewsk • Nowy Dwór • Okoniew • Piaseczno                                      |
| włocławski          |  | Włocławek        | Brześć Kujawski • Chodecz • Kowal • Lubień • Lubraniec • Przedecz                      |

### Największe miasta

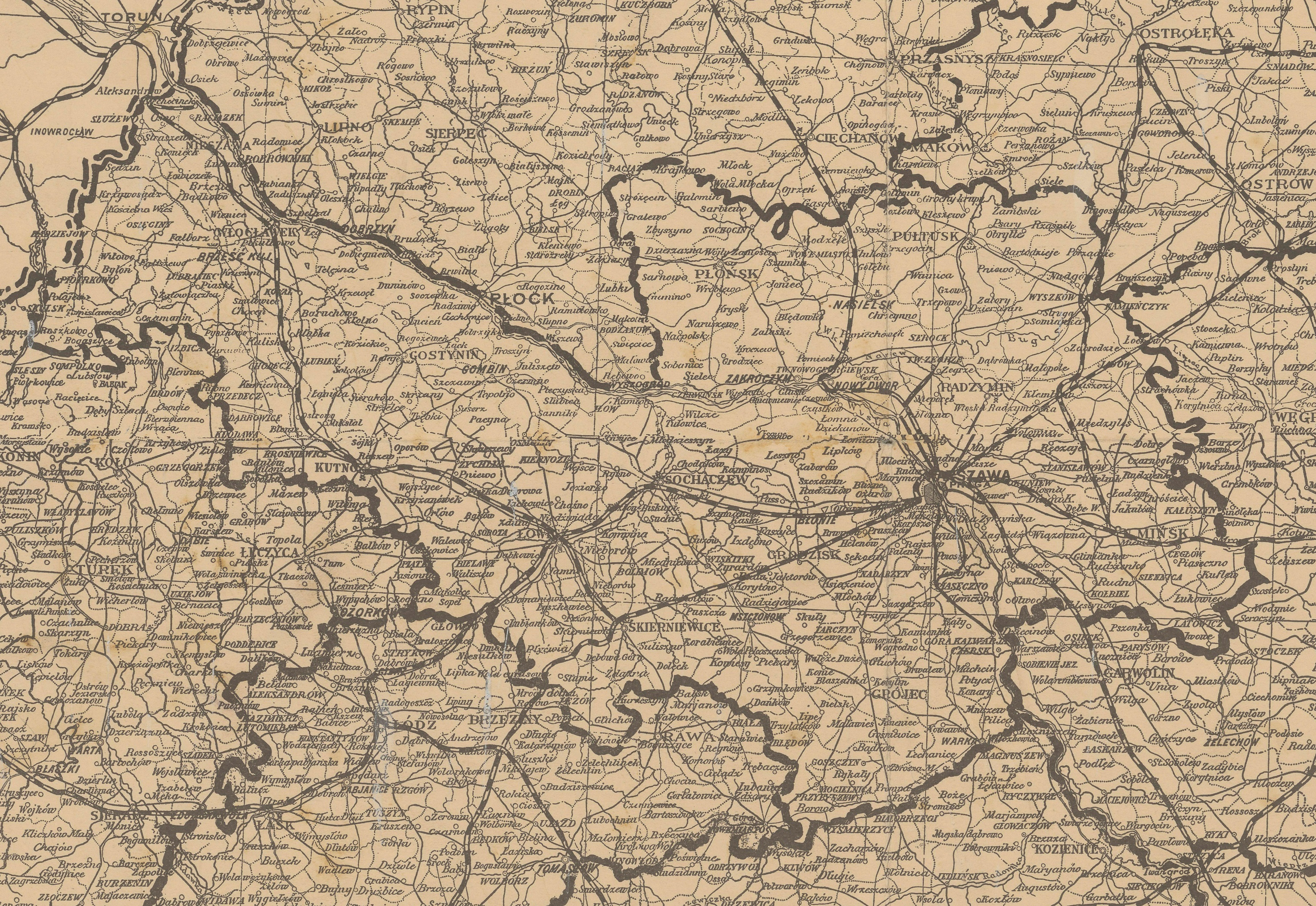
Mapa guberni warszawskiej z 1914 roku

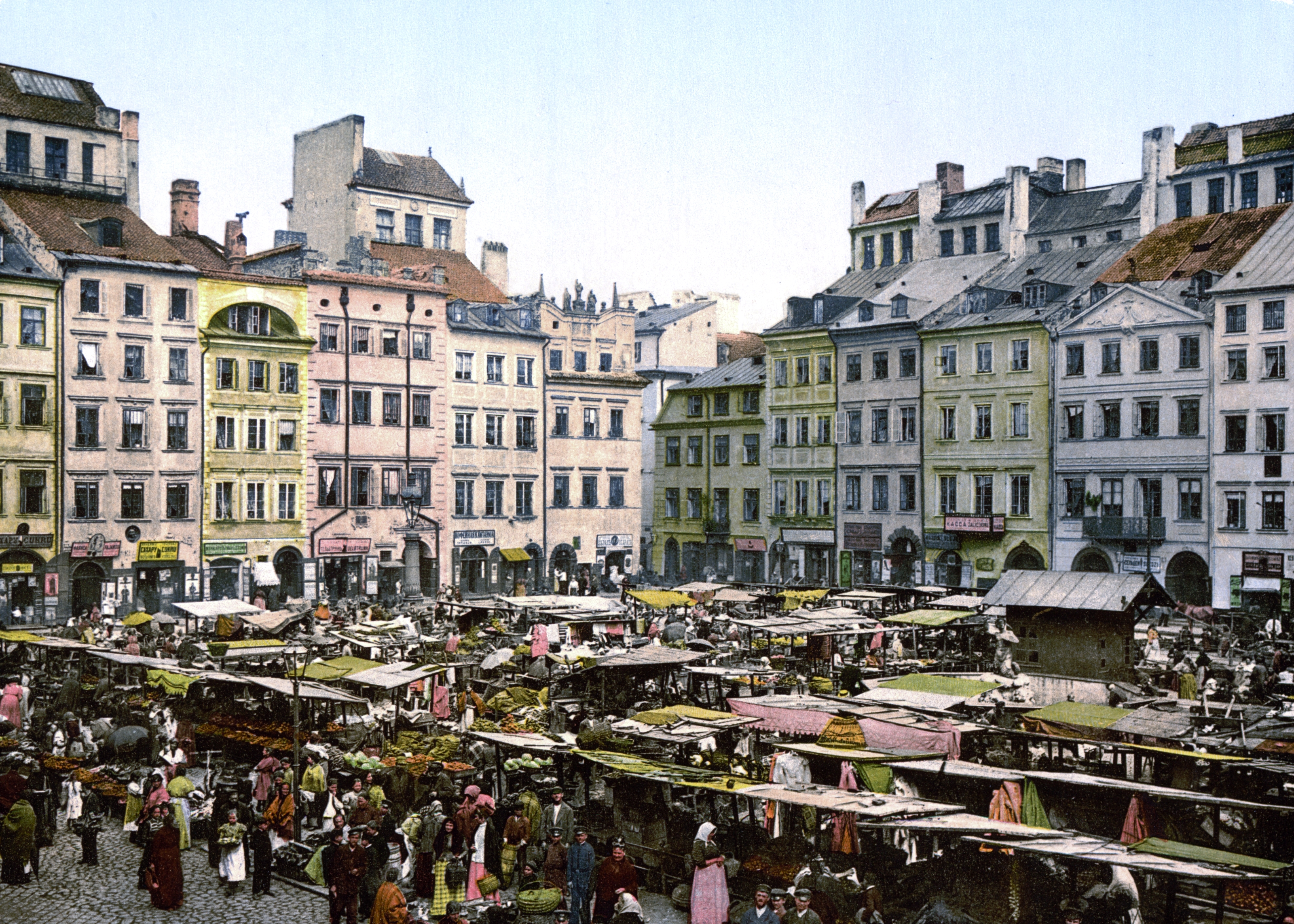
Warszawa, ok. 1900 r.

Największe miasta na podstawie danych z carskiego spisu powszechnego z 1897 roku:
|     | miasto       | populacja |
| --- | ------------ | --------- |
| 1.  | Warszawa     | 683 692   |
| 2.  | Włocławek    | 22 907    |
| 3.  | Pułtusk      | 15 968    |
| 4.  | Łowicz       | 12 368    |
| 5.  | Kutno        | 11 250    |
| 6.  | Skierniewice | 10 745    |
| 7.  | Nowomińsk    | 9 286     |
| 8.  | Kałuszyn     | 8 737     |
| 9.  | Płońsk       | 7 900     |
| 10. | Nowy Dwór    | 7 302     |

## Charakterystyka

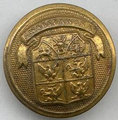
Guzik urzędnika guberni warszawskiej

Według spisu z 1897 roku ludność guberni wynosiła 1 983 689 ludzi (983 895 mężczyzn i 949 794 kobiet), z czego w miastach – 40% ludności. Polacy stanowili – 73%, Żydzi – 16%, Rosjanie – 5,5%; Niemcy – 4%. Wśród Polaków wyróżniano tu grupy etniczne takie jak: Kurpie, Mazurzy, Wielkopolanie i Kujawiacy.
W 1888 roku w guberni działało 31 cerkwi prawosławnych, 333 świątynie rzymskokatolickie, 220 synagog, duża liczba zborów luterańskich i 1 meczet.
W 1887 roku szkolnictwo w guberni reprezentowały: 1 uniwersytet (1254 uczniów), 7 gimnazjów męskich (2565 uczniów), 2 męskie progimnazja (531 uczniów), 3 szkoły realne (1075 uczniów), 1 seminarium duchowne (102 uczniów), 4 gimnazja żeńskie (1537 uczennic), 2 żeńskie progimnazja (293 uczennic), 1 instytut imperatorowej Marii (252 uczniów), kilka szkół zawodowych i duża liczba szkół niższych i podstawowych, także żydowskich.
Gubernia posiadała główne źródła dochodów z przemysłu i rolnictwa, posiadając dobrze rozwinięty handel i rzemiosło. Miastem skupiającym największą liczbę wolnych zawodów była Warszawa.
Na terytorium guberni w 1900 roku działało ok. 500 fabryk i warsztatów, dających zatrudnienie dla 35 000 ludzi. Dominował tu przemysł cukrowniczy, budowy maszyn, skórzany, obróbka drewna i wyrób mebli, chemiczny, metalurgiczny i inne.
Najbardziej urodzajne powiaty guberni to warszawski, gostyniński i włocławski, gdzie w razie nieurodzaju nie brakowało żywności. Wśród upraw dominowały żyto, pszenica ozima, jęczmień, gryka i ziemniaki. Inwentarz wiejski w 1887 wynosił: koni – 111,7 tys., rogacizny – 378 tys., owiec – 600 tys. i świń – 114 tys. sztuk.